# Jonas Deichmann
Pour les articles homonymes, voir Deichmann.
Jonas Deichmann, né le 15 avril 1987 à Stuttgart, est un auteur, conférencier, athlète de l'extrême et aventurier allemand. 
Il détient des records du monde en cyclisme, triathlon et endurance,. Il est connu dans le monde entier comme le « Forrest Gump allemand ».
L'un de ses voyages a fait l'objet d'un best-seller intitulé Das Limit bin nur ich. Il existe également un film documentaire du même nom,,.

## Filmographie
- The Limit is Just Me (en)
- Cape to Cape (en)